# 高仁範
高仁範（韓語：고인범，1959年10月5日—），韓國男演員。

## 演出作品

### 電視劇

#### 2000年代
- 2005年：KBS《黃金蘋果》
- 2006年：KBS《大祚榮》飾演 傅伏愛
- 2006年：KBS《黃真伊》
- 2007年：SBS《說客》
- 2007年：KBS《漢城別曲-正》
- 2008年：KBS《大王世宗》飾演 黃儼
- 2008年：MBC《可可島的祕密》
- 2008年：SBS《老千》
- 2008年：MBC《伊甸園之東》飾演 楊善璞
- 2009年：KBS《千秋太后》飾演 村長
- 2009年：KBS《夥伴們》
- 2009年：MBC《朋友，我們的傳說》
- 2009年：KBS《熱血生意人》

#### 2010年代
- 2010年：KBS《推奴》飾演 大吉父
- 2010年：SBS《檢察官公主》飾演 劉明宇
- 2010年：KBS《戰友》
- 2010年：KBS《自由人李會榮》
- 2010年：SBS《醫生冠軍》飾演 王太延
- 2011年：SBS《對我說謊試試》飾演 全昀昊
- 2011年：KBS《浪漫小鎮》飾演 順錦爸爸的朋友
- 2011年：KBS《廣開土太王》飾演 馬樹
- 2011年：MBC《階伯》飾演 淵蓋蘇文
- 2011年：OCN《特殊案件專案組TEN》飾演 朴中錫（第5集）
- 2011年：KBS《Brain》飾演 張會長
- 2011年：JTBC《噗通噗通… 他和她的心跳聲》飾演 強七父
- 2012年：TV朝鮮《韓半島》飾演 參謀議長
- 2012年：TV朝鮮《求婚大作戰》飾演 吳泰範
- 2012年：MBN《愛情能用錢買嗎》
- 2012年：tvN《請回答1997》飾演 成東日的叔叔（客串）
- 2012年：KBS《Drama Special－國會議員鄭治成失蹤事件（朝鲜语：국회의원 정치성 실종사건）》
- 2012年：KBS《新娘面具》飾演 趙榮根
- 2012年：KBS《海雲臺戀人們》飾演 泰成的生父
- 2012年：MBC《May Queen》飾演 姜大平
- 2013年：SBS《野王》飾演 車沈奉
- 2013年：SBS《那年冬天，起風了》飾演 振成父
- 2013年：KBS《天命：朝鮮版逃亡者故事》飾演 崔衡久
- 2013年：SBS《錢的化身》飾演 次敦的叔父
- 2013年：MBC《Two Weeks》飾演 朴虎石
- 2013年：SBS《黃金帝國》飾演 商業地產業主
- 2013年：KBS《期待戀愛》飾演 賽倫父
- 2013年：tvN《籃球》飾演 卞俊表
- 2013年：MBC《韓國小姐》飾演 金石哲
- 2014年：KBS《真是好時節》飾演 吳治秀
- 2014年：MBC《心懷叵測的恢單女》飾演 黃會長
- 2014年：SBS 《Three Days》飾演 楊大豪
- 2014年：MBC《改過遷善》飾演 朴奇徹
- 2014年：KBS《朝鮮槍手》飾演 趙炳甲
- 2014年：KBS《王的面孔》飾演 張泰秀
- 2015年：KBS《懲毖錄》飾演 柳祖訒
- 2015年：JTBC《為純情著迷》飾演 車子被拖吊的人
- 2015年：SBS《看見味道的少女》飾演 芮尚吉的父親
- 2015年：SBS《歸來的黃金福》飾演 車會長
- 2015年：SBS《Mrs. Cop》飾演 崔相益
- 2015年：SBS 《龍八夷》飾演 崔會長
- 2015年：KBS《生意之神 - 客主2015》
- 2016年：OCN《鄰家英雄》飾演 朴基浩
- 2016年：SBS《回來吧大叔》飾演 張鎮求
- 2016年：MBC《Monster》飾演 金大洙
- 2016年：KBS《五個孩子》飾演 金勝旭
- 2016年：tvN《THE K2》飾演 國采元
- 2016年：MBC《爸爸，我來伺候你》飾演 方光辰
- 2016年：KBS《花郎》飾演 金習
- 2017年：MBC《逆賊：偷百姓的盜賊》飾演 趙尚胤
- 2017年：KBS《無窮花開了》飾演 陳大甲
- 2018年：OCN《那個男人 吳秀》
- 2018年：KBS《人偶之家》飾演 副社長
- 2018年：tvN《Live》飾演 前議員
- 2018年：MBC《檢法男女》飾演 殷基尚
- 2018年：SBS《命運與憤怒》飾演 太必雲
- 2019年：MBC《The Banker》飾演 鄭秀燦
- 2019年：SBS《可疑的岳母》飾演 吳大鎮
- 2019年：JTBC《輔佐官–改變世界的人們》飾演 成永基

#### 2020年代
- 2020年：tvN《哲仁王后》飾演 趙萬弘
- 2021年：tvN《機智醫生生活2》飾演 張宗吉
- 2022年：JTBC《Cleaning Up》飾演 鄭社長
- 2023年：Disney+《惡中之惡》飾演
- 2025年：SBS《鬼宮》飾演 安錫柱

### 電影
- 2003年：《瘋狂初戀》
- 2004年：《我的哥哥》
- 2007年：《密陽》
- 2008年：《霜花店》
- 2009年：《加油站被襲事件2》
- 2010年：《平行理論》
- 2010年：《暢銷書（朝鲜语：베스트셀러 (영화)）》
- 2011年：《棒球之愛》
- 2011年：《鬥魂》
- 2011年：《格鬥少年菀得》
- 2012年：《與犯罪的戰爭：壞家伙的全盛時代》
- 2013年：《偉大的隱藏者》
- 2013年：《強哲》
- 2016年：《鳳伊 金先達》
- 2023年：《幽靈》飾演 山形土蔵

## 外部連結
- NAVER （页面存档备份，存于）